# Vlag van de Ommelanden

Vlag van de Ommelanden; de harten zijn in dit voorbeeld sterker gestileerd dan gebruikelijk in het wapen van de provincie Groningen en dat van het voormalige dijkwaterschap Noorderzijlvest

Dit is de streekvlag van de Groningse streek de Ommelanden. De vlag lijkt sterk op de vlag van Friesland.
De vlag is afgeleid van het Ommelander wapen. Vermoedelijk waren Friese voorbeelden hiervoor maatgevend. Bij de leden van het bittergenootschap 'Omlandia', opgericht in 1837 als een onderdeel van het studentencorps Vindicat atque Polit, was het vermoedelijk al rond 1900 gebruikelijk om de Ommelander vlag uit te hangen bij het huis waar men bijeenkwam. Het genootschap had in 1884 een eigen vaandel, net als zijn zustergenootschappen 'Groningana', 'Frisia' en 'Drenthena'. Ook de exentrieke verzamelaar Pieter Hendrik Meekhoff Doornbosch (1870-1931) uit Baflo, die rond 1890 in Groningen studeerde, had de gewoonte bij feestelijke gelegenheden de Ommelander vlag uit te steken. Elders werd de vlag volgens de streekkenner Jacob Tilbusscher zelden gebruikt. 'Omlandia' zorgde er ook voor dat de vlag bekender werd.
Pas na 1990 werd de Ommelander vlag vaker gebruikt, al was er geregeld verwarring met de Friese vlag. Enig opzien baarde de historicus Max Koning, die in 2017 de Groningse en Friese provinciebesturen aanschreef met het verzoek het onbedoelde "misbruik van het Ommelander wapen" door Friese bedrijven en privé-personen tegen te gaan. Het provinciebestuur van Fryslân nam zijn brief voor kennisgeving aan, het Groningse provinciebestuur deed hetzelfde nadat men - na vragen uit de Staten - had vastgesteld dat er geen sprake was "onrechtmatig gebruik van het Ommelander wapen".

Historische vlaggen
1474 - 1555
1555 - ca. 1582
sinds ca. 1582